# Дети бога (культ)
«Де́ти бо́га» (также известны как «Семья любви», «Семья», «Христианская миссия „Семья“», «Дети Божии», «Дети», «Служители христианской семьи», «Международная миссионерская служба», «Небесная магия», «Всемирное служение», «Киди-Види», «Поющие стрелы», «Союз независимых христианских миссионерских общин», «Министерство любви», а с некоторых пор и как «Семья интернациональная») — секта, основанная Дэвидом Бергом в 1968 году в городе Хантингтон-Бич, штат Калифорния, США, и определяемая рядом исследователей как деструктивный культ (англ. cult). Группа являлась частью «Движения Иисуса» конца 1960-х годов, и большинство её первых членов пришли из хиппи. Она была из числа религиозных движений, породивших дискуссии о культах в 1970-х и 1980-х в США и Европе и давших толчок зарождению первой организованной антикультовой группы FREECOG.

## Краткий обзор
По мере роста движения и распространения его по всему миру росло и их послание — Апокалипсис, «духовная революция» против внешнего мира, называемого ими «Система». В 1974 году движение впервые опробовало новый метод «евангелизации», названный «рыбалка флиртом», суть которого заключалась в использовании секса, чтобы продемонстрировать Божью любовь и привлечь новых членов в движение. Также он служил способом заработка денег, где женщины движения играли роль проституток. «Рыбалка флиртом» сравнивалась при этом с так называемой религиозной проституцией. Эта практика была прекращена в 1987 году. В период с 1974 по 1987 год члены культа вступили в сексуальную связь в общей сложности с 223 989 людьми.
Основатель и духовный лидер движения, Дэвид Берг, общался со своими последователями посредством «Писем Мо» (Mo Letters), оформленных в виде сборника инструкций и наставлений на самые разнообразные духовные и практические темы (за 24 года их было написано более 3 тысяч). Он скончался в конце 1994 года. После его смерти его вдова Карен Зерби стала руководителем ДБ.
Открытая сексуальность группы наряду с публикацией и распространением ими текстов, фотографий и видеоматериалов, поощряющих сексуальный контакт взрослых с детьми и растление малолетних, привела к многочисленным обвинениям в сексуальных домогательствах к детям. Ряд судебных и научных расследований, проведённых в 1990-х, признали группу безопасной средой для детей, при этом отметив проблемы в прошлом. Руководство ДБ, признав только тот факт, что некоторые дети пострадали в период с 1978 по 1986 года, тем не менее установило правила, запрещающие чрезмерное физическое наказание детей и любой сексуальный контакт между взрослыми и несовершеннолетними. Члены движения, жестоко обращавшиеся с детьми позже декабря 1988 года, были навсегда исключены из ДБ. Тем не менее членами ДБ не предпринималось никаких попыток разобраться и осудить подобные действия, имевшие место в течение двадцати лет до этого. Члены ДБ, сообщающие правоохранительным органам о случаях жестокого обращения с детьми или предпринимающие законные действия по отношению к предполагаемому насильнику, вынуждены покинуть общинные дома и перейти на более низкий круг членства до тех пор, пока вопрос не будет разрешён, после чего они должны подать просьбу о восстановлении их прежнего статуса, если сами захотят туда вернуться.
Убийство бывшего члена движения сыном лидера Рики Родригесом (который также ушёл из группы) и его последующее самоубийство шокировали как действительных, так и бывших членов группы и снова привлекли внимание к ДБ средств массовой информации.

## Верования
Теологи признали основное вероисповедание ДБ соответствующим историческому христианству, хотя и с присутствием в нём многочисленных нетрадиционных верований. В определённом смысле группа причисляет себя и считается фундаментальными христианами, хотя большинство фундаментальных христиан и теологов мира считают отдельные более радикальные верования и уклады группы не просто нетрадиционными, но даже еретическими.
Члены ДБ верят, что Библия — это богодухновенное Писание и откровение Божье. Основатель группы Дэвид Берг считается самым важным пророком времени конца света. Пророком он считается потому, что передал послание Бога, а не потому, что может предсказывать будущее. Большинство его многочисленных попыток предсказания грядущих событий оказались на поверку неточными. В группе верят, что духовная «мантия» Берга перешла после его смерти к его жене Карен Зерби. Официальные публикации как Дэвида Берга, так и Карен Зерби считаются частью «Божьего Слова».
Они также верят, что «Великое поручение» евангелизации мира — это обязанность каждого христианина и что жизнь верующих должна быть посвящена служению Богу и людям. В группе существует несколько уровней посвящения, и самые посвящённые, называемые «апостолами Семьи», живут в общинах. Также поощряется рождение детей. В начале движения контроль рождаемости считался абсолютно неприемлемым, однако в наши дни выбор оставлен за каждым человеком лично и средства предохранения используются довольно часто, хотя это по-прежнему официально считается недостатком веры в совершенный характер Божьего плана.
Центральной доктриной группы является «Закон любви», который попросту утверждает, что если человек руководствуется в своих действиях бескорыстной жертвенной любовью и не имеет злого умысла, то такие действия исполняют законы Писания и таким образом позволительны в глазах Божьих. Они верят, что эта доктрина стоит выше всех библейских законов, кроме тех, которые запрещают мужскую гомосексуальность, которая считается грехом. Женская бисексуальность разрешена, хотя гомосексуальные отношения между женщинами, полностью исключающие мужчин, также запрещены. Они верят, что человеческая сексуальность — это творение Бога, что оно естественно, волнующе и физически необходимо и что гетеросексуальные отношения между совершеннолетними людьми — это чистое и натуральное чудо Божьего творения и, таким образом, разрешено Писанием. Подростки 16 лет и старше имеют право на секс с другими членами группы в возрасте до 21 года. Начиная с 1986 года секс между подростками и взрослыми запрещён. Взрослый член группы может иметь секс с любым другим взрослым противоположного пола, и это поощряется вне зависимости от семейного положения как способ укрепления единства и борьбы с одиночеством «нуждающихся». Это называется «делиться» или «жертвенный секс». Вопреки правилам ДБ, запрещающим любое принуждение к сексу без взаимного согласия, множество бывших членов утверждают, что их заставляли «делиться», а если они отказывались, то получали ярлык эгоистичных и нелюбящих.
Они верят, что живут во времени, называемом в Библии «последними днями», или «временем конца», которое должно предшествовать возвращению Иисуса Христа. Но перед этим миром семь лет будет править Антихрист, который создаст всемирное правительство. В середине своего правления он станет целиком одержим Сатаной, что будет означать начало тяжёлого времени, известного как «Великая скорбь», в течение которого христиане будут испытывать гонения и повсюду будут происходить значительные природные и иные катаклизмы. В конце этого периода верные христиане будут взяты на небеса во время события, известного как восхищение Церкви, сразу после которого произойдёт битва между Иисусом и Антихристом, широко известная как «Битва Армагеддон», в которой Антихрист будет побеждён. Иисус Христос будет править Землёй 1000 лет, называемых христианами «Тысячелетним царством».

### Современные учения
Современные учения группы концентрируются на веровании, получившем название «новое духовное оружие». Члены ДБ верят, что они являются солдатами в духовной войне между добром и злом, целью которой являются души и сердца людей. Некоторые из перечисленных ниже верований не являются новыми для «Детей бога», однако в последние годы они приобрели большее значение.

### Пророчество
На сленге ДБ традиционное значение слова «пророчество» как предсказания будущего было расширено, и в него включаются любые послания, получаемые из духовного мира от Иисуса, покойного основателя Дэвида Берга или другого «духовного помощника» (см. ниже). Большой акцент делается на необходимости регулярного использования пророчества каждым членом в повседневной жизни. Пророчество, называемое также «ченнелингом» (channeling), было частью движения с самого начала, но большую значимость оно приобрело под руководством Карен Зерби. Исследователи отмечают, что ДБ уникальна среди новых религиозных движений своей децентрализацией и демократизацией «божественного управления».

### Духовные помощники
В их число входят ангелы, духи умерших и даже известные мифологические персонажи, такие как богиня Афродита, которые посланы, чтобы давать наставления и сражаться в духовной битве, происходящей в духовном измерении, которое, как верят члены группы, существует параллельно с физическим миром. Эти помощники якобы передают божественные послания посредством пророчества и также участвуют в сражении против Сатаны и его ангелов (бесов). Члены ДБ верят, что, обращаясь по имени к духовным помощникам, призывая их на помощь, или к бесам, изгоняя и проклиная их, они придают бо́льшую силу своим молитвам. В результате в публикациях для членов группы регулярно публикуются имена и названия групп «духовных помощников» и демонов, а также обозначаются соответствующие области их влияния на физический мир.

### Ключи от Царства
«Дети бога» верят, что ключи, упоминаемые в библейском стихе «и дам тебе ключи Царства Небесного: и что свяжешь на земле, то будет связано на небесах, и что разрешишь на земле, то будет разрешено на небесах» (Мф. 16:19), приобрели большее значение в наши дни. Как следствие, члены группы взывают к различным ключам от Царства для обеспечения дополнительной силы своим молитвам. Эти «духовные ключи» также могут превращаться в «духовные мечи» для отражения атак бесов и других отрицательных духовных сил.

### «Любовь Иисуса»
Этот термин используется членами ДБ для обозначения их интимных сексуальных взаимоотношений с Иисусом. Для «Детей бога» характерно понимание «любви Иисуса» как части концепции «невесты Христа». Они верят, что Библия предписывает всем верующим во Христа стать Его невестой, призванной любить Его и служить Ему с преданностью жены. Учение о «невесте Христа» трактуется здесь радикальней, чем у других христиан, и членам группы рекомендуется представлять, что Иисус может иметь сексуальное сношение с ними. Они должны представить себе, что Иисус занимается с ними сексом во время их полового акта или мастурбации. Мужчины должны представлять себя женщинами во избежание гомосексуальных отношений с Иисусом. В дополнение к этому, в публикациях ДБ пророчество от Иисуса зачастую приравнивается к принятию семени Иисуса, или «золотых семян», как результат духовного орального секса или вагинального сношения.
ДБ продолжают делать акцент на приближающемся Втором пришествии, которое будет предварять установление мирового правительства во главе с Антихристом. Доктрины, касающиеся времени конца, влияют практически на все долгосрочные решения.

## Критика
Российский исследователь сект А. Л. Дворкин считает, что эту организацию 

можно охарактеризовать как глубоко аморальную растлённую псевдоевангельскую оккультную порноцентричную апокалиптическую секту.